# IC 900
IC 900 је спирална галаксија у сазвјежђу Дјевица која се налази на листи објеката дубоког неба у Индекс каталогу.
Деклинација објекта је + 9° 20' 13" а ректасцензија 13h 34m 42,9s. Привидна величина (магнитуда) објекта IC 900 износи 12,9 а фотографска магнитуда 13,6. Налази се на удаљености од 94,428 милиона парсека од Сунца. IC 900 је још познат и под ознакама UGC 8555, MCG 2-35-4, CGCG 73-37, IRAS 13322+0935, PGC 47855.